# Dilettanten-Theaterverein 1812 Kremsmünster
Der Dilettanten-Theaterverein 1812 Kremsmünster aus der oberösterreichischen Gemeinde Kremsmünster wurde im Jahr 1812 vom damaligen Marktrichter Josef Ferdinand Margelik gegründet und kann als Österreichs älteste aktive Laienbühne bezeichnet werden.

## Geschichte
Die Wurzeln des Vereins liegen in der Tradition barocker Theaterkunst im Stift Kremsmünster. Abt Alexander a Lacu, der die Kunstform der Dialoge in Rom kennengelernt hatte, förderte im Stift die Weihnachtsspiele, Dreikönigsspiele und Osterspiele. Für das 1784 von Kaiser Joseph II. gegründete Armeninstitut in Kremsmünster wurden Eintrittsgelder eingehoben, und der Besuch des Stiftstheaters wurde erstmals allen Leuten gestattet. Die Jahreszeiten von Joseph Haydn waren im Sommer 1803 allerdings die letzte Aufführung des Stiftstheaters, weil Abt Wolfgang Leuthner in dessen Räumlichkeiten das neu geschaffene Knabenkonvikt unterbrachte.
Im Jahr 1812 gründete der Schokoladenfabrikant und Handelsmann Josef Ferdinand Margelik, der von 1802 bis 1811 Marktrichter von Kremsmünster gewesen war, unter großem persönlichen Einsatz gemeinsam mit engagierten Marktbewohnern das sogenannte „Markttheater“ im „vormaligen Kirschnerhaus, Nro. 16 im Markte“, wie auf den ersten Theaterzetteln stand. Am 26. August 1812 wurde das neue Theater mit der Aufführung des Stücks „Die dankbaren Zöglinge“ von Karl August Engelhardt eröffnet. Im selben Jahr wurde auch eine Arbeitsschule für Mädchen gegründet, die mit den Einnahmen des Theaters betrieben wurde. Das Theater war eine Wohlfahrtseinrichtung und kam in erster Linie verwaisten Schulkindern zugute. Der Verein unterstützte „nach Maßgabe seiner Mittel“ aber auch Witwen, Waisen und Opfer von Unfällen oder Kriegen. 1837 wurden außerdem 84 Gulden für das Mozart-Denkmal gespendet, das 1841 am Mozartplatz in Salzburg enthüllt wurde. 
In den ersten Jahrzehnten des Vereinsbestandes schuf Georg Riezlmayr, Mal- und Zeichenlehrer Adalbert Stifters am Stiftsgymnasium Kremsmünster, die Grundausstattung für die Bühne und den heute noch erhaltenen Vorhang, der mit der Aufschrift „Alles für Euch“ den edlen Zweck der Unterstützung armer Schüler verrät. Patres des Klosters bekleideten auch Obmann- und Spielleiterstellen.
1859 leitete mit Karonline Datscher erstmals eine Frau das Theater. Sie gehörte zum Gründungskreis des Theaters und war fast 40 Jahre lang verdientes Mitglied des Dilettantentheatervereins.
Ab dem Jahr 1861, in dem die ersten Vereinsstatuten verfasst wurden, bildete ein Jahrhundert lang die bekannte Kremsmünsterer Familie Fischer-Colbrie den Kern und Rückhalt des Theaters.
1926 wurde das Theaterhaus von der Gemeinde unter Bürgermeister Franz Hönig angekauft, um dessen Fortbestand zu sichern. Am 15. Dezember 1929 fand die 1000. Aufführung seit Bestehen des Theaters statt. Von 1938 bis 1940 war der Spielbetrieb behördlich untersagt. 1941/42 traten ein paar Wanderbühnen im Kremsmünster auf. Von 1943 bis 1946 diente das Theatergebäude als Flüchtlingsquartier. In der Not dieser Zeit wurden Requisiten, Ausstattungen und sogar Sitzreihen des Zuschauerraums verheizt. Das Theaterarchiv ging verloren, nur der historische Bühnenvorhang von Georg Riezlmayr entging der Zerstörung. Ab 1946 wurde das Theater zehn Jahre lang vom neu gegründeten Schulbauverein betrieben.
Am 12. Jänner 2001 eröffneten die Dilettanten im Linzer Ursulinenhof das Nestroyjahr mit dem Stück Einen Jux will er sich machen.

## Spielstätte
Heimatstätte des Theatervereins bildet ein großes, denkmalgeschütztes Haus am Tötenhengst in Kremsmünster (Listeneintrag), das um 1800 zum Theater adaptiert wurde. Die Bezeichnung „Tötenhengst“ kommt vom gefährlichen abschüssigen „Hang“, den Abt Martin Resch um 1705 als Fahrweg ausbauen ließ und der bei einem Unfall nicht nur für die Zugpferde, sondern auch für die Kutscher und Fahrgäste lebensgefährlich sein konnte.
Im Rahmen einer Modernisierung in den 1960ern wurden der ursprüngliche Orchestergraben und die Sperrsitze entfernt. In den zumeist ausverkauften Vorstellungen finden knapp 100 Personen im Saal Platz.

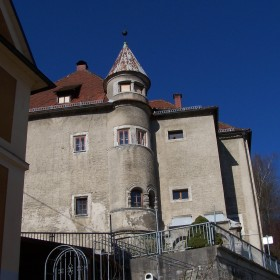
Theater am Tötenhengst
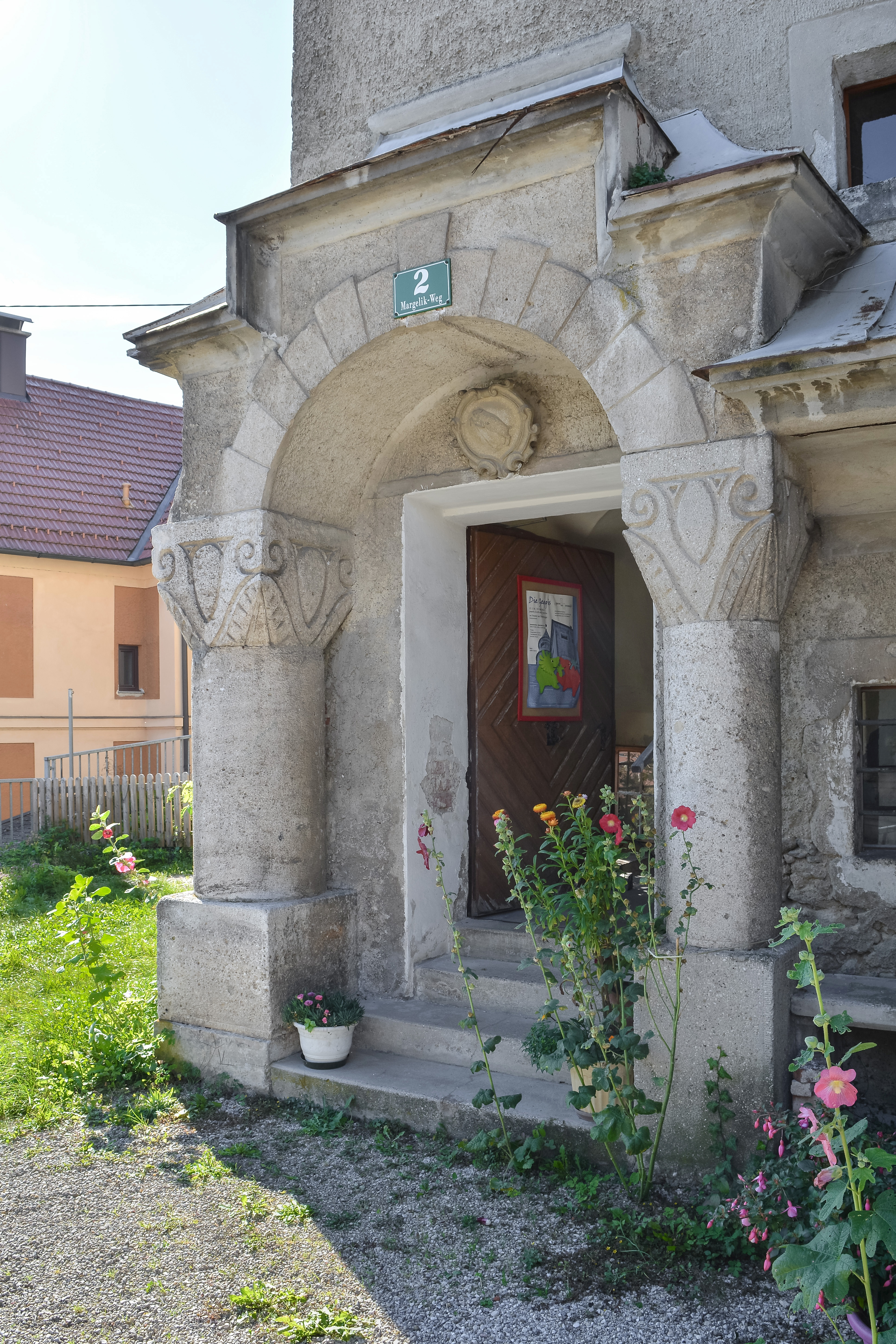
Portal
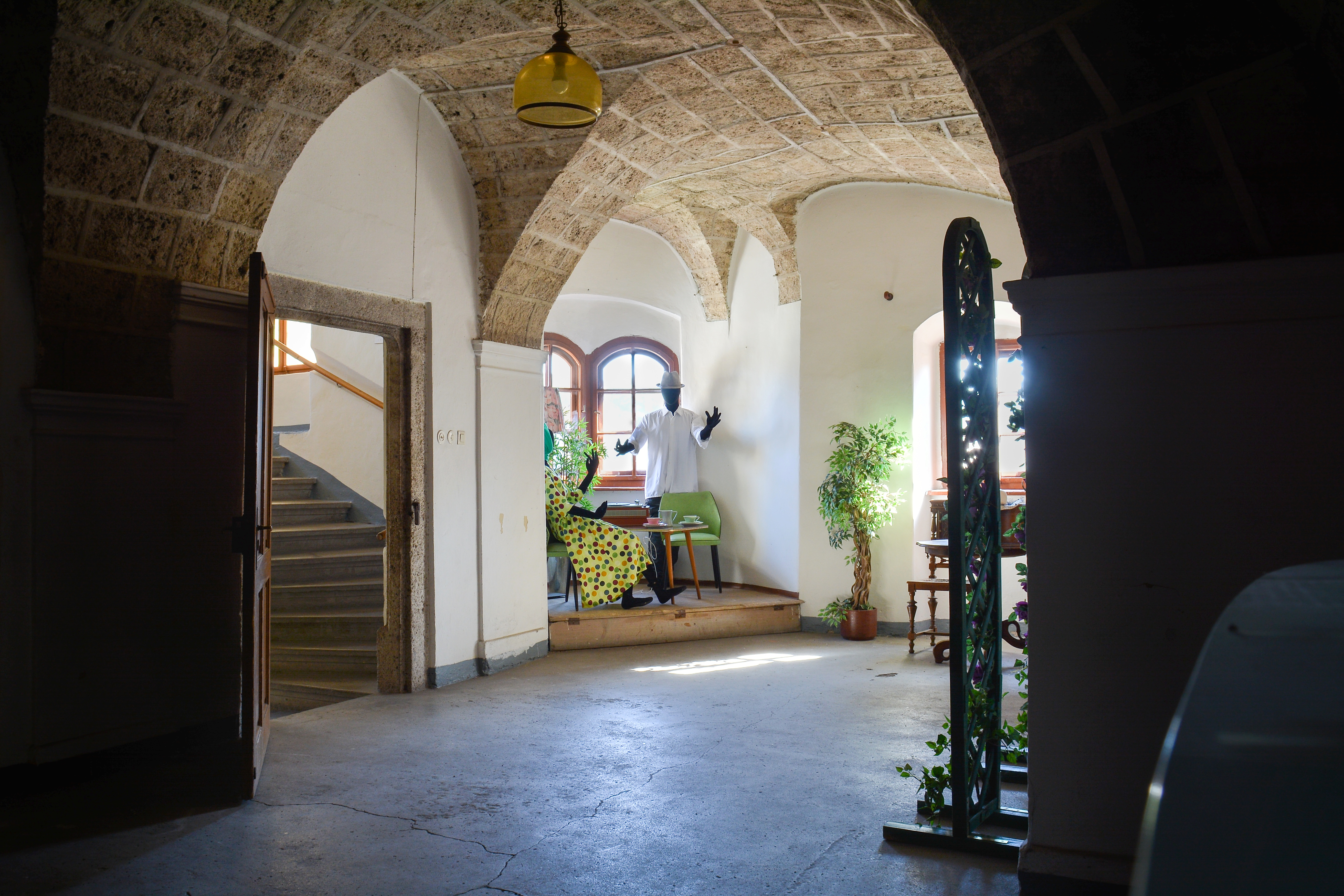
Gewölbe

## Spielbetrieb
Der Spielbetrieb des Dilettanten-Theatervereines 1812 kann, sieht man von den Jahren im Zweiten Weltkrieg ab, in ununterbrochener Folge nachgewiesen werden. Allen Spielleitern war es ein Anliegen, diese Laienbühne auf einem hohen Niveau zu halten. Das Repertoire umfasste bislang vor allem Lustspiele, Possen, leichte Schauspiele und in den letzten Jahren vordergründig das beliebte Boulevardtheater.
1980 wurde eine Studiobühne ins Leben gerufen, um auch zeitgenössisches Theater zu inszenieren.

## Spielplan (Auswahl)
- In der Spielsaison 2006/2007 wurde Das Mädl aus der Vorstadt oder Ehrlich währt am längsten von Johann Nestroy auf die Bühne gebracht.
- 2007/2008 stand die Kult-Komödie „Boeing-Boeing“ von Marc Camoletti auf dem Spielplan. Im Frühling wurde abseits der regulären Saison in einem aufgelassenen Laden im Ortszentrum der Herr Karl inszeniert.
- Das Stück der Saison 2008/2009 war Der verkaufte Großvater.
- Ab 4. März 2016 wurde nach einer aufwändigen Renovierung Der Zerrissene von Johann Nestroy gespielt.
- 2022: „Die Wunderübung“ von Daniel Glattauer

## Bekannte Darsteller
- Der Schauspieler und Künstler Joseph Lange hegte enge Kontakte mit Kremsmünster, seit er seinen Sohn 1799 ans Gymnasium in Kremsmünster brachte. 1814 gab Joseph Lange sein erstes Gastspiel im Dilettantentheater. Ein Höhepunkt war sein Auftritt am 22. Juli 1822 im Stück „Das Mädchen von Marienburg“ seines Freundes Franz Kratter.
- Ferdinand Vielguth, 1848–1861 Bürgermeister von Wels, gehörte zu den ersten Ensemble-Mitgliedern und war, nachdem er 1823 von Kremsmünster nach Wels übersiedelte, einer der Begründer der Welser Theater-Aktiengesellschaft, welche die aufgelassene Spitalkirche ankaufte und 1829 darin das Stadttheater Wels einrichtete.
- Der Schauspieler Kurt Fischer-Colbrie, der nach 1945 kurzfristig interimistischer Intendant des Linzer Landestheaters war, wirkte nicht nur als Darsteller in Kremsmünster mit, sondern setzte sich beim Landestheater auch dafür ein, nicht mehr benötigte Requisiten dem Theater am Tötenhengst zu überlassen.